# Harley Davidson i Marlboro Man
Harley Davidson i Marlboro Man – amerykański film sensacyjny z 1991 roku.

## Główne role
- Mickey Rourke – Harley Davidson
- Don Johnson – Marlboro Man
- Chelsea Field – Virginia Slim
- Tom Sizemore – Chance Wilder
- Tia Carrere – Kimiko
- Vanessa Williams – Lulu Daniels
- Daniel Baldwin – Alexander
- Giancarlo Esposito – Jimmy Jiles
- Kelly Hu – Suzie